# 운도로사우루스

운도로사우루스(학명:Undorosaurus gorodischensis)는 어룡목 안공룡과에 속하는 어룡이다. 지금은 멸종된 종으로서 전체적인 몸길이가 4~6m인 거대한 어룡에 속한다.

## 특징
운도로사우루스는 부분 두개골을 보존한 부분 3차원 보존 골격인 UPM EP-II-20(527) 홀형에서 처음 알려졌다. 그것은 후기 쥐라기 시대부터 에피비르갓테스 니키티니 암모노이드 지역에서 고로디슈에 있는 볼가 강 근처에서 수집되었다. 두 번째 종인 미국 트라우츠콜디는 2014년에 M.S. Arkhancelsky와 N.G. Zverkov에 의해 모스크바 주(州)의 Mnevniki 지역에서 발견된 부분적인 왼쪽 앞핀에서 묘사되었다. 마이스치와 마츠케(2000년)는 운도로사우루스를 안과사우루스의 한 종으로 여겼다. 그러나 Storrs 외에 2000년도는 시료의 치아 형태학에 근거하여 이 동의어를 거부하였다. 크리스 맥고완과 모타니 료스케(2003)는 불완전하게 융합된 이끼오푸비스와 현저히 강한 틀니인 안과사우루스와 두 가지 주목할 만한 차이점을 지적하고 운도로사우루스를 안과공룡의 유효한 속성으로 간주했다. 운도로사우루스의 타당성은 현재 대부분의 저자들이 받아들이고 있으며 심지어 원래 동의어법을 제안한 마이스치(2010)가 이를 수용하고 있다. 즈베르코프 앤 에피모프(2019)는 크라이오프테리기우스속(Cryopterygius)을 언도로사우루스속(Undorosaurus)의 주니어 동의어로 여겼다.저자들은 이전의 속종인 C. Kristiansenae의 종류를 운도로사우루스 고로디스첸시스(Undorosaurus gorodischensis)와 동의어로 간주했으며 크라이오프테리지우스 2종인 C. kielanae는 언도로사우루스속 내의 구별되는 종으로 저자들에 의해 잠정적으로 유지되었다. 후술한 근연종들에 대한 다음 클라도그램은 즈베르코프와 제이콥스(2020)가 수행한 분석에 따르면 안과공룡과에서 운도로사우루스의 혈전학적 위치 가능성을 모두 보여준다. 분류학적으로 보면 운도로사우루스는 러시아 서부와 스발바르, 폴란드에서 온 안구공룡의 멸종된 속이다. 운도로사우루스는 1999년에 블라디미르 에피모프에 의해 이름이 지어졌으며 종류는 우도로사우루스 고로디신시스(Undorosaurus gorodischenis)이다. 구체적인 이름은 이 세존의 유형 지역인 고로디슈의 이름을 따서 현재의 명칭으로 명명되었다. U. tratutscholdi는 지질학자 H를 기리기 위해 이름 지어졌다.그 종의 홀로타입의 화석을 수집하여 첫 번째로 묘사한 트라우츠콜드이다. 양턱에는 총 15~20개의 삼각형 모양의 이빨을 가지고 있다. 먹이로는 당대에 서식했던 물고기, 갑각류, 두족류를 주로 섭이했을 육식성의 포식자로 추정되는 종이다.

## 근연종
운도로사우루스의 근연종들은 다음과 같이 존재한다.

### 직접적인 근연종
이문단에선 운도로사우루스의 직접적인 근연종들을 나열하였다.
- 아캄프토네테스 디센시스

- 몰레사우루스 페리알루스

- 오프탈모사우루스 나탄스

- 오프탈모사우루스 아이시니쿠스

- 겐가사우루스 니코시아이

- 난놉테리기우스 야시코비

- 난놉테리기우스 엔테키오돈

- 난놉테리기우스 사벨제비엔시스

### 난노프테리지아목
이문단에선 운도로사우루스의 근연종들 중에서 난노프레지아목에 속하는 동물들을 나열하였다.
- 절지공룡 룬디

#### 오리나무아과
운도로사우루스과의 근연종들 중에서 오리나무아과에 속하는 근연종들이다. 오리나무속과 브라키프테리키기우스과에 속하는 종들로 나뉜다.

##### 브라키프테리기우스과
운도로사우루스과의 근연종들 중에서 브라키프테리기우스과에 속하는 종들을 나열한 곳이다.
- 애기로사우루스 렙토스폰딜루스

- 뮤이스카사우루스 카테티

- 레닌아 스텔란스

- 스벨토넥테스 불명예

- 아타바스카사우루스 비투미누스

- 플라티프테리기우스

- 아쿠에츠팔린 카르란자이

- 키이티수카

- 카이풀리사우루스 보나파르타이

- 그렌델리우스 모르닥스

- 그렌델리우스 알렉세비

- 그렌델리우스 유사균류

- 그렌델리우스 즈후라블레비

- 운도로사우루스 키엘라네아과(운도로사우루스의 아종이다.)

- 운도로사우루스 네소비(운도로사우루스의 아종이다.)

- 운도로사우루스 고로디첸시스(운도로사우루스의 아종이다.)

##### 오리나무속
운도로사우루스의 아종들 중에서 오리나무속에 속하는 종들을 나열한 곳이다.
- 플루토니오사우루스 베덴시스

- 심비르스키아사우루스 비르주코비

- 반추동물

- 치세오니아 시즐레이

- 오리너구리

- 마이아스폰딜러스 린데이

## 생존시기와 서식지와 화석의 발견
운도로사우루스가 생존했던 시기는 중생대의 쥐라기 후기로서 지금으로부터 1억 6500만년전~1억 4500만년전에 생존했던 종이다. 생존했던 시기에는 북부 유럽을 중심으로 하는 북극해에서 주로 서식했던 어룡이다. 화석의 발견은 1999년에 러시아와 폴란드로 이어지는 북부 유럽의 쥐라기에 형성된 지층에서 유럽의 고생물학자들에 의하여 처음으로 화석이 발견되어 새롭게 명명된 종이다.

## 같이 보기
- 파충류
- 중생대
- 쥐라기
- 어룡
- 화석